# STEP-NC

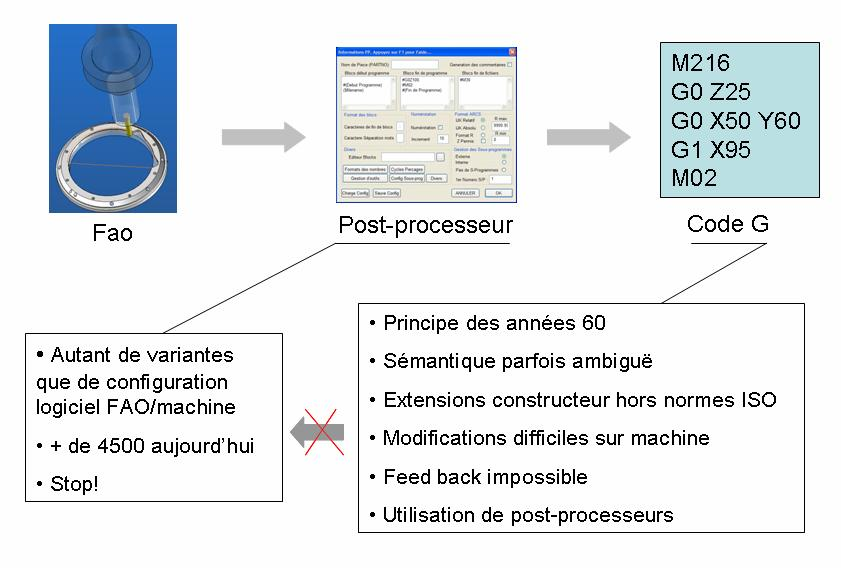
La chaine numérique actuelle simplifiée

Le STEP-NC (STEP compliant Numerical Control) est un standard d’échange de données pour la programmation de commande numérique. Il est basé sur le standard STEP (STandard for the Exchange of Product model data, Standard pour l'échange de données de produit) et permet d'intégrer complètement la chaîne numérique CAO-CFAO-CN. Il regroupe à la fois les propriétés du STEP (intégration des processus de conception, de développement, de fabrication et de maintenance lors de l’ensemble des phases de vie de l’objet) et des informations de haut niveau en vue de la fabrication du produit. Le standard STEP-NC est normalisé à travers la norme ISO 14649 (ARM: Application Reference Model) et le protocole d’application 10303-AP238 (AIM: Application Interpreted Model).
C’est un standard nouveau qui a vu le jour dans le but de pallier les manques de la chaîne numérique actuelle pour ce qui concerne la fabrication sur machine-outil à commande numérique (MOCN). 
Le format STEP-NC fait appel à un langage de haut niveau et s’appuie sur l’implémentation d’un seul fichier. Il permet un flux bidirectionnel des données ainsi que l’éradication des posts-processeurs et du code G (code ISO 6983). 

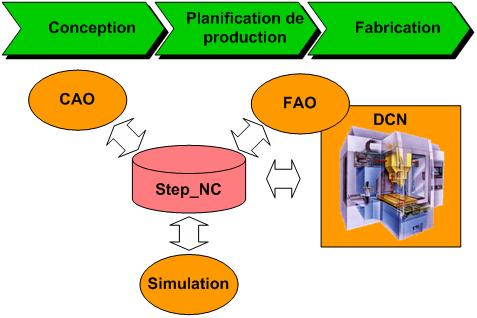
La chaîne numérique STEP-NC

Ceci entraîne, au niveau de la fabrication sur MOCN, le traitement des données par un système permettant leur lecture, leur interprétation, les différentes simulations et optimisations puis la commande de la machine. Un tel système peut être considéré comme une commande numérique étendue. Il en résulte un transfert de l’intelligence de la traditionnelle FAO en direction de la CN étendue. En son sein, l’interpréteur, à partir des données STEP-NC, génère les trajectoires de l'outil, permet de les visualiser et de les exécuter. Il pourra aussi, à terme, corriger en temps réel les trajectoires, réagir en cas d’anomalie, etc.
Le fichier STEP-NC est, de plus, transportable d’une machine à l’autre sans nécessité d’adaptation car il comporte majoritairement des informations génériques traitables par tous les interpréteurs.